# Červené kari
Červené kari (thajsky: แกงเผ็ด) je thajský pokrm, jehož základem je červená kari pasta smíchaná s kokosovým mlékem, do které se přidá maso (kuřecí, hovězí, vepřové, kachní nebo krevety), případně tofu. Často se přidává také rybí omáčka nebo bambusové výhonky.

## Červená kari pasta
Červená kari pasta (thajsky: พริกแกงเผ็ด), která je základem červeného kari se tradičně vyrábí v hmoždíři. Základem jsou sušené chilli papričky, které pastě dodávají červenou barvu. Mezi další složky červené kari pasty patří česnek, šalotka, krevetová pasta, galangal, sůl, listy mauricijské papedy, kořen koriandru, koriandrová semena, římský kmín, pepř a citronová tráva. 
Červená kari pasta se také vyrábí průmyslově komerčně ve velkém. 